# ولاية بورتوغيزا
بورتوغيزا (وتسمى بالإسبانية إيستادو بورتوغيزا) وهي إحدى الولايات 23 في فنزويلا تقع في الوسط الغربي لفنزويلا، وفيها مساحات زراعية كبيرة وتحد ولاية لارا من الشمال وتحد ولاية كوخيديس من الشرق وولاية تروخيلو من الغرب وولاية باريناس من الجنوب. وحسب إحصاء 2008 يناهز عدد سكانها مليون نسمة، ومركز هذه الولاية هي مدينة غواناري التي بنيت سنة 1591 م.

## أعلام
- فرناندو غونزاليس
- يفيرسون سوتيلدو
- خوسيه أنطونيو بايث
- بيدرو بيريز ديلغادو